# Paul Nimier
 (août 2021).
Si vous disposez d'ouvrages ou d'articles de référence ou si vous connaissez des sites web de qualité traitant du thème abordé ici, merci de compléter l'article en donnant les références utiles à sa vérifiabilité et en les liant à la section « Notes et références ».
Paul Nimier, né le 2 octobre 1890 à Plabennec et mort le 11 juin 1939 dans le 17e arrondissement de Paris, est un ingénieur français.
Il est le père de l'écrivain Roger Nimier.

## Biographie

### Famille
Paul Nimier est le fils aîné de Paul Marie Hippolyte Nimier (1864-1951) et de Jeanne Hillion, elle-même fille de Joseph Laurent Hillion (1821-1891), député des Côtes-d'Armor.
Il a deux frères :
- Marcel Nimier (1893-1982),
- Henri Nimier (1898-1921).

Paul Nimier épouse Christiane Roussel. Le couple a trois enfants :
- Roger (né et mort en 1919) ;
- Marie-Rose (1921-2015) ;
- Roger (1925-1962), écrivain.

### Carrière
Après de brillantes études, il sort major de l’École supérieure d'électricité en 1910, et devient, au temps de son service militaire, un des jeunes collaborateurs du général Ferrié, un des pionniers de la radio — technique toute récente — autant que le sauveur de la tour Eiffel. Son temps militaire accompli, il entre en 1913 aux Ateliers Brillié frères de Levallois-Perret nouvellement fondés, en qualité d'ingénieur. Les Ateliers Brillié seront longtemps spécialisés dans l'horlogerie électrique industrielle et scientifique.
Paul Nimier y effectue toute sa carrière, en étant auteur d'une cinquantaine de brevets portant entre autres sur les premières horloges radio-pilotées à remise à l'heure automatique, l'horlogerie monumentale, la télécommande centralisée de l'éclairage public des grandes villes et surtout, en 1930, de l'horloge parlante, la première ayant jamais existé, construite sur ses directives d'après une idée du professeur Ernest Esclangon, alors directeur de l'Observatoire de Paris. Une de ces horloges parlantes tournera pratiquement pendant 50 ans à l'Observatoire de Paris.
Paul Nimier meurt le 11 juin 1939 et est inhumé au cimetière de Saint-Brieuc (Côtes-d'Armor). Son fils Roger repose auprès de lui.

### Inventions
Auteur de 50 brevets, Paul Nimier a construit l'horloge parlante de l'Observatoire de Paris et est l’inventeur de la télécommande de l'éclairage public, mise au point après sa mort.